# Religió a Europa

- La creença en Déu supera el 70% a Malta, Turquia, Xipre, Romania, Grècia, Portugal i Polònia, Itàlia i Irlanda, seguides molt a prop d'Eslovàquia i Croàcia.
- L'ateisme només supera el 30% a França i a la República Txeca, seguides de prop per Bèlgica, els Països Baixos, Estònia i Alemanya.

La religió a Europa ha tingut una gran influència en l'art, la cultura i la filosofia d'aquest territori. La religió més antiga, entre les practicades actualment, amb més d'un mil·lenni i mig d'història és el cristianisme. Només tres països a l'Europa del Sud-est tenen majoria musulmana, mentre que dos països més amb majoria musulmana són en part dins el territori europeu tot i que es solen localitzar a Àsia. D'altres religions minoritàries rellevants són el judaisme.

## Història
Se'n sap poca cosa, de la religió prehistòrica durant el Neolític a Europa. Durant les edats del bronze i ferro les religions predominants eren politeistes (l'antiga religió grega, l'antiga religió romana, el paganisme finès, el politeisme celta, el paganisme germànic...). L'Imperi Romà va adoptar oficialment el cristianisme l'any 380. Durant l'alta edat mitjana la majoria del territori europeu va sotmetre's a un procés de cristianització, un procés que va culminar amb la cristianització d'Escandinàvia ja a la plena edat mitjana. L'emergència de la noció d'Europa o Occident està sens dubte lligada amb la idea de Cristiandat, sobretot des que el Cristianisme a Orient Mitjà fos marginat per la pujada de l'islam durant el segle viii, una polarització religiosa que es deu principalment a les Croades, que tot i no haver tingut èxit, foren un important pas en la creació d'una identitat religiosa a Europa. Durant tot aquest temps, d'altra banda, les tradicions locals derivades de les antigues religions paganes van existir durant molt de temps independentment del govern o del dogma teològic.

## Eurobaròmetre del 2005

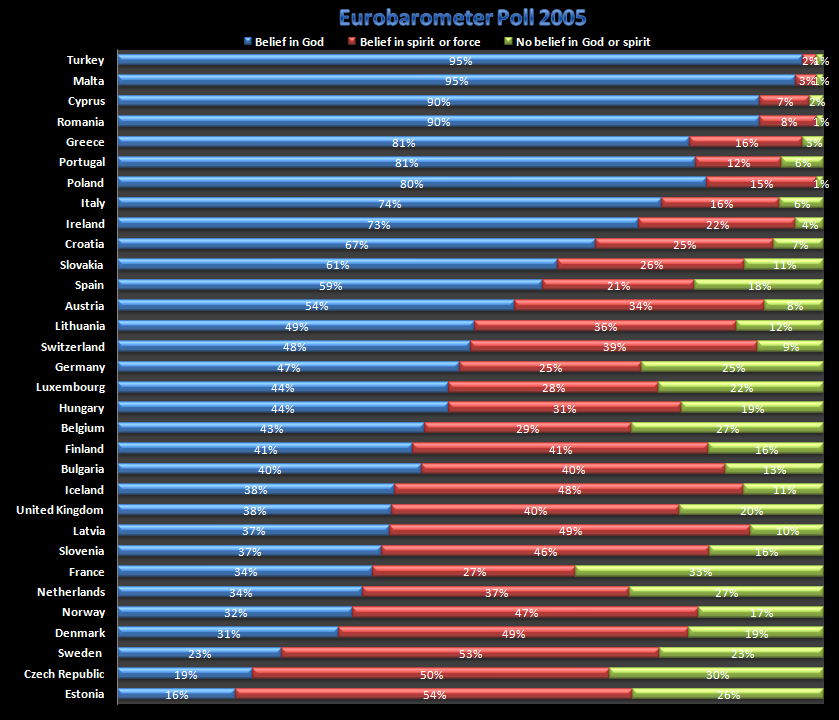
Resultats de l'eurobaròmetre del 2005

L'eurobaròmetre del 2005 va sentenciar que el 52% dels ciutadans de la Unió Europea creuen en Déu, el 27% creuen en una mena d'esperit o força, mentre que només un 18% no creu en cap mena d'esperit, Déu o força; un 3% no va voler respondre. Recentment s'ha notat una disminució de la religiositat a l'Europa Occidental, sobretot a Dinamarca, Bèlgica, França, Alemanya, Països Baixos i Suècia, mentre que ha augmentat a l'Europa de l'Est, sobretot a Grècia i a Romania (2% en un any).
El següent taula mostra països europeus classificats per religiositat, d'acord amb l'eurobaròmetre del 2005. L'eurobaròmetre del 2005 feia tres preguntes: "creença en Déu", "creença en alguna mena d'esperit o força" i "no creença en cap mena d'esperit, força o Déu".
| Estat                              | "Crec que Déu existeix" | "Crec que existeix alguna mena d'esperit o força" | "No crec que hi hagi cap mena d'esperit, Déu o força" |
| ---------------------------------- | ----------------------- | ------------------------------------------------- | ----------------------------------------------------- |
| Malta                              | 95%                     | 3%                                                | 1%                                                    |
| Xipre                              | 90%                     | 7%                                                | 2%                                                    |
| Grècia                             | 81%                     | 16%                                               | 3%                                                    |
| Portugal                           | 81%                     | 12%                                               | 6%                                                    |
| Polònia                            | 80%                     | 15%                                               | 1%                                                    |
| Itàlia                             | 74%                     | 16%                                               | 6%                                                    |
| Irlanda                            | 73%                     | 22%                                               | 4%                                                    |
| Eslovàquia                         | 61%                     | 26%                                               | 11%                                                   |
| Espanya                            | 59%                     | 21%                                               | 18%                                                   |
| Àustria                            | 54%                     | 34%                                               | 8%                                                    |
| Lituània                           | 49%                     | 36%                                               | 12%                                                   |
| Alemanya                           | 47%                     | 25%                                               | 25%                                                   |
| Luxemburg                          | 44%                     | 28%                                               | 22%                                                   |
| Hongria                            | 44%                     | 31%                                               | 19%                                                   |
| Bèlgica                            | 43%                     | 29%                                               | 27%                                                   |
| Finlàndia                          | 41%                     | 41%                                               | 16%                                                   |
| Regne Unit                         | 38%                     | 40%                                               | 20%                                                   |
| Letònia                            | 37%                     | 49%                                               | 10%                                                   |
| Eslovènia                          | 37%                     | 46%                                               | 16%                                                   |
| França                             | 34%                     | 27%                                               | 33%                                                   |
| Països Baixos                      | 34%                     | 37%                                               | 27%                                                   |
| Dinamarca                          | 31%                     | 49%                                               | 19%                                                   |
| Suècia                             | 23%                     | 53%                                               | 23%                                                   |
| República Txeca                    | 19%                     | 50%                                               | 30%                                                   |
| Estònia                            | 16%                     | 54%                                               | 26%                                                   |
| UE dels 25 (sense comptar Croàcia) | 52%                     | 27%                                               | 18%                                                   |
| Romania)                           | 90%                     | 8%                                                | 1%                                                    |
| Bulgària                           | 40%                     | 40%                                               | 13%                                                   |
| Croàcia                            | 67%                     | 25%                                               | 7%                                                    |
| Suïssa (no forma part de la UE)    | 48%                     | 39%                                               | 9%                                                    |
| Islàndia (no forma part de la UE)  | 38%                     | 48%                                               | 11%                                                   |
| Noruega (no forma part de la UE)   | 32%                     | 47%                                               | 17%                                                   |
| Turquia (no forma part de la UE)   | 95%                     | 2%                                                | 1%                                                    |

## Religions oficials
Alguns estats a Europa tenen religions oficials, com Liechtenstein, Mònaco o el Vaticà, que tenen el Catolicisme com a religió oficial. A Grècia ho és l'Església Ortodoxa, a Dinamarca, Islàndia i a Anglaterra l'anglicanisme. A Suïssa, alguns cantons són oficialment catòlics i d'altres protestants.
Geòrgia no té cap Església oficial, però l'Església Ortodoxa de Geòrgia gaudeix de facto d'un estatus privilegiat. A Finlàndia, l'Església Ortodoxa i la Luterana són totes dues oficials. A Anglaterra, ho és l'anglicanisme. A Escòcia, l'Església 'nacional' és la presbiteriana, però ja no hi és oficial. A Suècia l'Església nacional era el luteranisme, però ja no hi és oficial des del 2000. L'Azerbaidjan, França, Irlanda, Portugal, Romania, Rússia, Alemanya, Espanya i Turquia es declaren oficialment laics.